# Агаев, Алиага Исмаил оглы
Алиага Исмаил оглы Агаев (азерб. Əliağa İsmayıl oğlu Ağayev; 21 марта 1913 — 13 ноября 1983) — азербайджанский советский актёр, Заслуженный артист Азербайджанской ССР (1945), народный артист Азербайджанской ССР (1954).

## Биография
Алиага Агев родился 21 марта 1913 года в Баку. В раннем детстве потерял мать (уроженку Тифлиса) и отца (уроженца Казаха). После окончания 7-го класса в 1930 году начал учиться в профессиональном училище при судостроительном заводе имени Парижской коммуны. Через два года, окончив училище, начал работать в этом заводе. Через некоторое время записался в драматический кружок завода.
Его первой ролью стала роль Гаджи Гары в комедии Мирзы Фатали Ахундова «Гаджи Гара». В 1936 году вступил в коллектив Детского рабочего театра (ныне Театр юного зрителя в Баку). Первая роль на профессиональной сцене — роль Жака в драме «Дети капитана Гранта» (по мотивам одноимённого романа Жюля Верна). Впоследствии актёр стал играть как в театре, так и в фильмах. Славу за пределами Азербайджана принесла ему роль Мешади Ибада в фильме «Не та, так эта», снятая на основе одноимённой оперетты Узеира Гаджибекова. Осенью 1961 года был принят в коллектив Азербайджанского академического драматического театра, где его первой ролью стала роль Абыша Сурхаевича в комедии Шихали Курбанова «Вот тебе и на» (2 декабря 1961 года). Играл он в этом театре 22 года.
Был женат на актрисе Джавахир Искендеровой.
17 июня 1945 года актёру было присвоено имя Заслуженного артиста Азербайджанской ССР, а 27 февраля 1954 года — народного артиста Азербайджанской ССР.
Скончался актёр 13 ноября 1983 года, смеясь и рассказывая анекдот друзьям за праздничным столом. Похоронен на Ясамальском кладбище в Баку.

## Награды и звания
- орден Трудового Красного Знамени (09.06.1959)
- народный артист Азербайджанской ССР (1954)
- заслуженный артист Азербайджанской ССР (1945)

## Роли в театре
Азербайджанский академический театр
- Васин в «Тане» Алексея Арбузова
- Алланазар в «Кто виноват?» Гусейна Мухтарова
- Гуламали в «Тлеющих кострах» Мирзы Ибрагимова
- Алышов в «Крестьянке» Мирзы Ибрагимова
- Наги в «Хорошем человеке» Мирзы Ибрагимова
- Первый могильщик в «Гамлете» Вильяма Шекспира
- Стефано в «Буре» Вильяма Шекспира
- Риста Подорович в «Даме министра» Бранислава Нушича
- Пишта Орбек в «Очаровательной девушке» Миколаша Дьярфаша
- Отец Базилио в «Это моя женщина» Раймонда Джуниора
- Чакан Емельян в «Потопе» Анатолия Сафронова
- Анатолий Новосельцов в «Любовь… любовь…» Эмиля Брагинского и Эльдара Рязанова
- Мичич Котрянс в «Хануме» Авксенти Сагарели
- Рустам Залович в «Тени шепчутся» Сейфаддина Даглы
- Агадайы в «С новой квартирой!» Сейфаддина Даглы
- Сафар в «Ране словом» Гейбуллы Расулова
- Сархан в «Невиданной свадьбе» Аркадия Арканова и Григория Горина
- Диванбейи в «Разбойниках» Мирзы Фатали Ахундова
- Керемали в «Гаджи Гаре» Мирзы Фатали Ахундова
- Тосун в «Сеявуше» Гусейна Джавида
- Насир-бек в Ветрах Сабита Рахмана
- Аслан во «Лжи» Сабита Рахмана
- Гаджи Абдульазим в «Сборище дураков» Джалила Мамедкулизаде
- Мирза Самандар в «Алмазе» Джафара Джаббарлы
- Бабакиши в «Севиле» Джафара Джаббарлы

## Роли в кино
1. 1955 — Встреча — Шихали
2. 1956 — Не та, так эта — Мешади Ибад
3. 1956 — Чёрные скалы
4. 1957 — Двое из одного квартала — Фейзи
5. 1958 — Коробка «Казбека»
6. 1958 — Последний дюйм — хозяин кафе
7. 1960 — Кёроглы
8. 1963 — Где Ахмед? — кассир
9. 1964 — Волшебный халат — хан
10. 1968 — Именем закона («Мехман») — оптовый торговец Мамедхан
11. 1969 — Хлеб поровну — фоксёр
12. 1969 — Кура неукротимая
13. 1969 — Наш учитель Джабиш — Абульфаз
14. 1970 — Мой добрый папа
15. 1973 — Парни нашей улицы
16. 1983 — Хочу жениться — Кербалай Зал